# Parecida a Repinaldo
Parecida a Repinaldo es el nombre de una variedad cultivar de manzano (Malus domestica). Esta manzana es originaria de Galicia, está cultivada en la colección de árboles frutales y banco de germoplasma de Mabegondo con el N.º 198; ejemplares procedentes de esquejes localizados en San Xoán de Saídres, parroquia del municipio de Silleda (Pontevedra).

## Sinónimos
- "Manzana Parecida a Repinaldo",[4][5]
- "Maceira Parecida a Repinaldo".

## Características
El manzano de la variedad 'Parecida a Repinaldo' tiene un vigor vigoroso. Tamaño grande y porte erguido.
Época de inicio de brotación a partir del 27 de abril y de floración a partir del 10 de mayo.
Las hojas tienen una longitud del limbo de tamaño largo, con la máxima anchura del limbo es media. Longitud de las estípulas es media y la máxima anchura de las estípulas es media. Denticulación del borde del limbo es ondulado, con la forma del ápice del limbo cuspidado y la forma de la base del limbo es cordiforme. Con subestípulas presentes.
Sus flores tienen una longitud de los pétalos es desconocido, con una anchura de los pétalos es desconocido, disposición de los pétalos en desconocido, con una longitud del pedúnculo desconocido.
La variedad de manzana 'Parecida a Repinaldo' tiene un fruto de tamaño medio, de forma plana-globosa, de color amarillo, con chapa lavada, e intensidad pálida. Epidermis de textura suave, con pruina en su superficie y con presencia de cera débil. Sensibilidad al "russeting" (pardeamiento áspero superficial que presentan algunas variedades) medianamente sensible. Con lenticelas de tamaño mediano.
Los sépalos están dispuestos de forma parcialmente replegados, y superpuestos en su base; su fosa calicina es profunda y de una anchura media. Pedúnculo de grosor medio y de longitud medio, siendo la cavidad peduncular de una profundidad media y de anchura media. Con pulpa de color blanca-crema, cuya firmeza es intermedia y su textura es intermedia; su jugosidad es intermedia, con sabor de acidez alta, y aromática, anisado.
Época de maduración y recolección desde el 3 de septiembre. 'Parecida a Repinaldo' es una manzana que su destino es la conservación de esta variedad en el banco de germoplasma de Mabegondo como reserva genética.

## Susceptibilidades
- Oidio: ataque medio
- Moteado: no presenta
- Raíces aéreas: no presenta
- Momificado: no presenta
- Pulgón lanígero: no presenta
- Pulgón verde: no presenta
- Araña roja: no presenta
- Chancro del manzano: no presenta.[3]